# Cidade de El Salvador
Cidade de El Salvador é uma cidade de sexta classe de renda da cidade na província Misamis Oriental, nas Filipinas. De acordo com o censo de 1 maio  de  2020 possui uma população de 58 771 pessoas e 15 121 domicílios.